# 강진중앙초등학교
강진중앙초등학교는 대한민국 전라남도 강진군 강진읍 평동리에 있는 공립 초등학교이다.

## 학교 연혁
- 1907년 4월 1일 사립 금릉학교 인가
- 1911년 6월 15일 강진공립보통학교(4년제)로 개편
- 1920년 4월 1일 6년제로 개편
- 1923년 4월 1일 현 위치(평동리 235)로 이전
- 1938년 4월 1일 강진남공립심상소학교로 개편
- 1941년 4월 1일 강진남공립국민학교로 개명
- 1948년 6월 16일 강진중앙국민학교로 개명
- 1969년 3월 1일 강진북국민학교 분리 이관
- 1973년 3월 1일 강진동국민학교 분리 이관
- 1996년 3월 1일 현재의 교명으로 변경
- 2011년 4월 28일 강진중앙 꿈꾸러기관 개관
- 2011년 5월 18일 목포MBC 동요대회 금상수상
- 2012년 10월 24일 중국 저장성 이수시 슈후 소학교와 자매결연 체결
- 2016년 2월 5일 제105회 졸업식(졸업생 131명, 총19,214명)
- 2016년 9월 1일 제28대 신희봉 교장 부임
- 2017년 2월 10일 제106회 졸업식(졸업생 136명, 총19,348명)

## 참고 자료
- 강진중앙초등학교 - 한국교육학술정보원 학교알리미